# Linhares (Carrazeda de Ansiães)
Linhares ist eine Gemeinde (Freguesia) im portugiesischen Kreis Carrazeda de Ansiães. In ihr leben 348 Einwohner (Stand 19. April 2021.)
Die Gemeinde liegt am rechten Ufer des Douro.

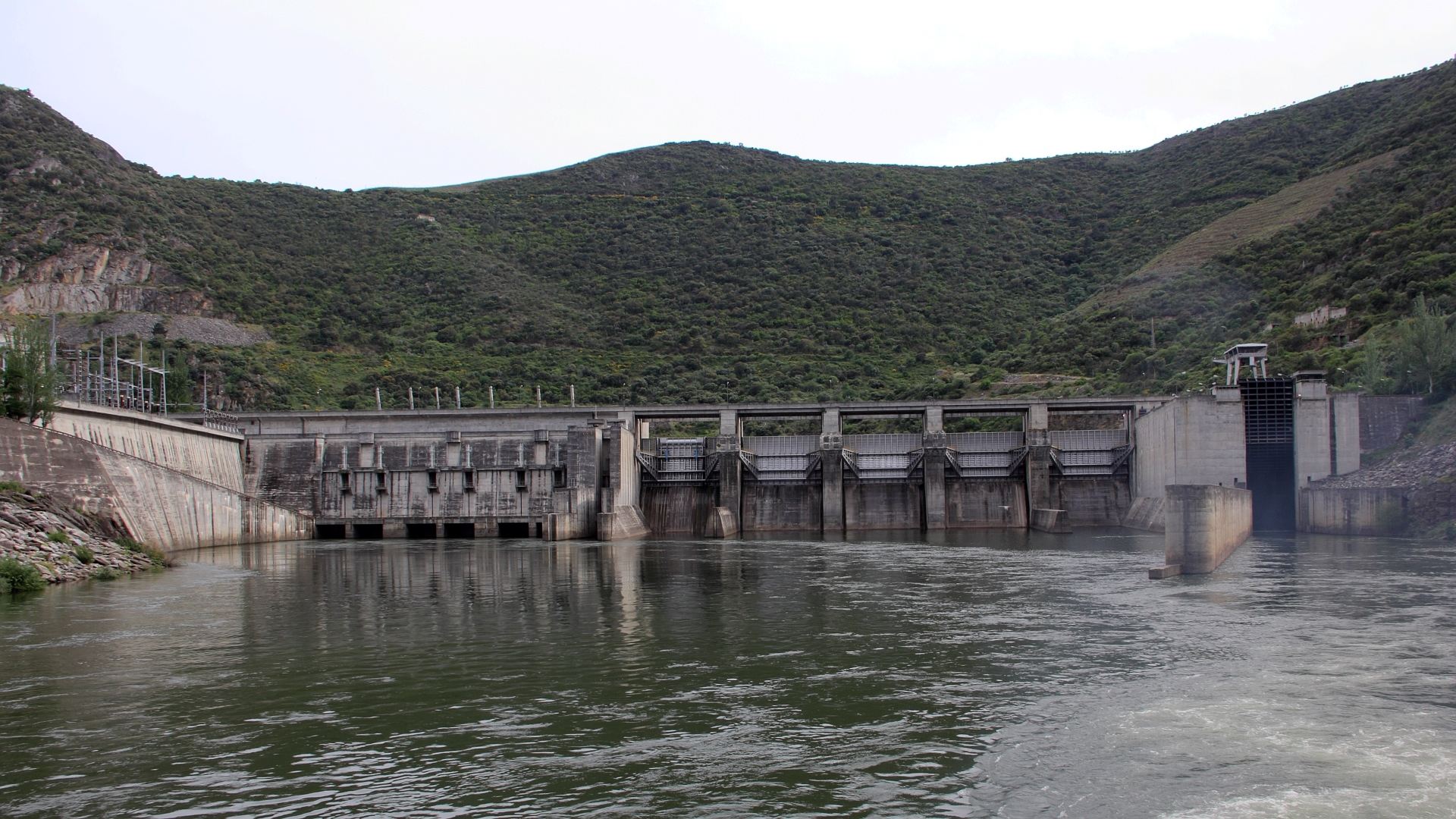
Douro: Wasserkraftwerk und Schleuse Valeira

## Wirtschaft und Verkehr
Zwischen Linhares und dem am anderen Douroufer gelegenen São João da Pesqueira wurde 1976 das 216-MW-Wasserkraftwerk und die Schleuse Valeira mit 33 m Fallhöhe in Betrieb genommen. Die Staumauer wird auch genutzt, um die Straße EM 633 über den Fluss zu führen.